# Гетьман, Вадим Петрович
Вади́м Петро́вич Ге́тьман (укр. Вадим Петрович Гетьман; 11 июля 1935, село Снитин Полтавская область — 22 апреля 1998, Киев) — украинский советский экономист и финансист, политический деятель. Второй глава Национального банка Украины (1992—1993), Герой Украины (2005, посмертно).

## Биография
После школы отправился в Киев поступать на географический факультет университета, однако, сдав экзамены на «отлично», принят не был.
В 1956 году окончил Киевский финансово-экономический институт, после чего работал в разных финансовых и плановых органах Запорожской области.
В 1975 Гетьман был назначен первым заместителем главы государственного комитета по ценам УССР. В 1987 он стал главой правления Агропромышленного банка УССР (с 1990 — Банк «Украина»). (После распада СССР Гетьман добился отделения украинского Агропромбанка от всесоюзного, основав таким образом первый на Украине коммерческий банк.) Был одним из инициаторов создания национальной валюты. На этой должности Гетьман пребывал до марта 1992, когда был избран главой правления Национального банка Украины. Углубившись в создание Украинской межбанковой валютной биржи (УМВБ), главой которой он стал в 1993, Гетьман покинул в январе 1993 свой старый пост. Его преемником на посту главы Нацбанка стал Виктор Ющенко. На должности главы биржевого комитета УМВБ Гетьман пребывал до своего убийства в апреле 1998.
В начале 1990-х Гетьман начал активно заниматься политикой. В 1990 он был избран народным депутатом Верховной рады Украины от Уманского (№ 425) одномандатного избирательного округа (90,10 % голосов избирателей во втором туре). Тогда Гетьман ещё был членом КПУ.
На парламентских выборах в марте 1994 Гетьман во второй раз был избран депутатом Верховной рады, на этот раз как беспартийный от Тальновского (№ 426) одномандатного избирательного округа (50,97 % голосов избирателей в первом туре).
В 1996 году защитил кандидатскую диссертацию. В 1997 году ему была присуждена премия «Парламентарий 1996 года».
Генерал Александр Скипальский вспоминал, что с Виктором Ющенко его познакомил Гетьман: «Однажды в Верховной Раде он завел со мной разговор о будущем Украины, о необходимости для нашего общества такого Президента, который бы день и ночь работал на страну, у которого бы по-настоящему болела за неё душа, свободного от догмата старой номенклатурной системы… Таким человеком Вадим Гетьман видел Виктора Ющенко». По мнению Скипальского, наиболее вероятным мотивом убийства Гетьмана была его политическая и финансовая деятельность, в особенности организованная им откровенная поддержка Виктора Ющенко.
На парламентских выборах в марте 1998 года Гетьман опять баллотировался на пост народного депутата от одномандатного избирательного округа № 198 (бывший Тальновский). На этот раз он, однако, потерпел поражение, набрав лишь 21,85 % голосов и отстав от победителя на 3,87 %. С этими выборами был связан следующий скандал: Гетьману была присуждена премия «Финансист 1997 года». Во время вручения ему этой премии было прервано телевещание на территории Черкасской области, где находился его избирательный округ. Главным конкурентом и в итоге победителем Гетьмана был первый заместитель министра информации Украины Михаил Онуфрийчук.

## Убийство
23 апреля 1998 Гетьман был застрелен в лифте киевского дома, где он проживал. Гетьман не любил телохранителей и не пользовался их услугами. По неофициальной версии был убит, так как был связан с приватизацией имущества Украины, и был одним из тех, кто знал планы приватизаторов. Подозреваемый в его убийстве был задержан лишь в 2002 году. Им оказался 29-летний на момент убийства Сергей Кулев, член так называемой «Банды Кушнира», преступной донбасской группировки. После долгого процесса Луганский апелляционный суд приговорил Сергея Кулева в апреле 2003 года к пожизненному заключению и конфискации его имущества. В августе 2005 года Сергей Кулев направил в Верховный Суд Украины письмо с просьбой о помиловании, но он до сих пор находится в заключении.

## Увековечение памяти
- 11 июля 2005 Вадиму Гетьману было посмертно присуждено звание Героя Украины[5] (за выдающиеся личные заслуги перед Украинским государством в создании национальной финансовой системы, становлении и развитии банковского дела и валютно-финансового рынка, плодотворную общественно-политическую деятельность).
- 12 июля 2005 на фасаде дома № 13 по улице Суворова, в котором жил и был убит Вадим Гетьман, была установлена мемориальная доска в его честь.

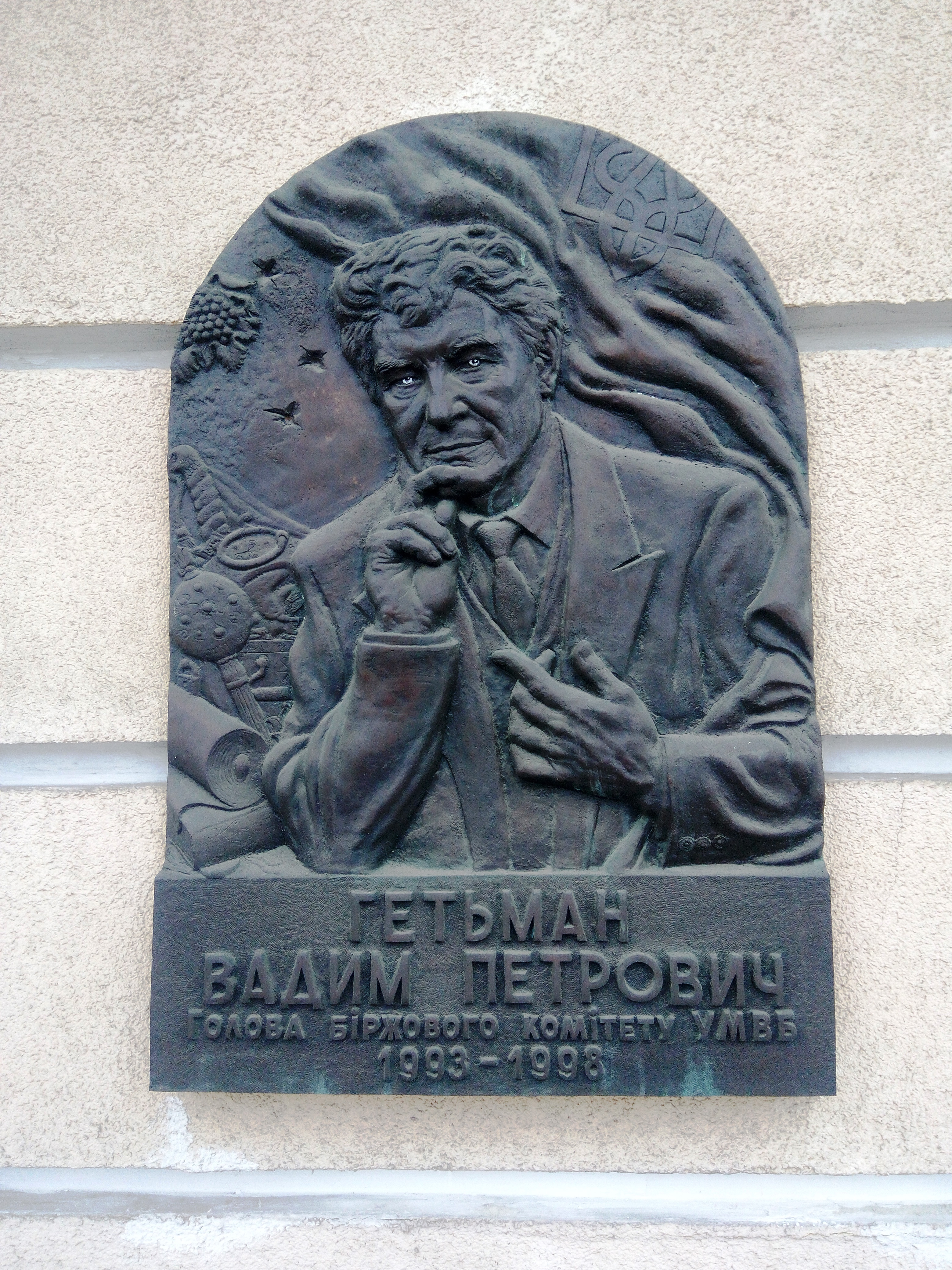
Мемориальная доска Вадиму Гетьману на Подоле в Киеве

- Мемориальная доска Вадиму Гетьману на Подоле в КиевеВ 2005 имя Вадима Гетьмана было присвоено Киевскому национальному экономическому университету, где он обучался в 1950-е годы.
- 19 апреля 2006 имя Вадима Гетьмана было присвоено Индустриальной улице города Киева.
- Именем Вадима Гетьмана назван кубок парусной регаты[6].
- В городе Запорожье установлена мемориальная плита на доме, в котором он проживал.

## Награды
- Герой Украины с вручением ордена Государства (2005, посмертно).
- Орден «Знак Почёта» и медали.
- Почётный знак отличия Президента Украины (1995)[7].
- Почётная грамота Президиума Верховного Совета УССР.
- Обладатель премий «Парламентарий 1996 года», «Финансист 1997 года».